# Route européenne 62
Pour les articles homonymes, voir Route 62.
La route européenne 62 (E62) est une route reliant Nantes à Gênes par Genève, le col du Simplon et Milan.

## Itinéraire

### En France
Cette route emprunte l'itinéraire de certaines branches de la Route Centre-Europe Atlantique (RCEA) et totalise 734 km dans le pays :
- dans l'Ouest de la France, entre Basse-Goulaine (près de Nantes) et Bellac, elle emprunte la branche nord de la RCEA sur 257 km ;
- au centre de la France, entre Bellac et Paray-le-Monial, elle emprunte l'unique branche centrale de la RCEA sur 271 km ;
- dans l'Est de la France, entre Paray-le-Monial et Saint-Julien-en-Genevois (près de Genève), elle emprunte la branche sud de la RCEA sur 206 km.

RN 249 :
- Porte du Vignoble (sortie n°44) sur RN 844 à Basse-Goulaine
- Croisement RD 160 à Cholet
- Croisement A87 à Cholet
- Passage de la RN 249 à la RN 149 au niveau de la sortie n°16 à l'ouest de Bressuire

RN 149 :
- Bressuire
- Croisement RD 938TER à Bressuire
- Croisement RD 938 à Parthenay
- Passage de la RN 149 à la RN 147 au niveau de la sortie sur RD 347 à Migné-Auxances

RN 147 :
- Croisement A10 / E5 à Poitiers
- Croisement RD 910 à Poitiers
- Croisement RD 951 à Mignaloux-Beauvoir
- Croisement RD 749 à Lussac-les-Châteaux
- Bussière-Poitevine
- Croisement RD 951 à Peyrat-de-Bellac
- Croisement RD 675 à Peyrat-de-Bellac
- Bellac
- Passage de la RN 147 à la RN 145 à Blanzac

RN 145 :
- Saint-Sornin-Leulac
- Croisement A20 / E9 à Saint-Amand-Magnazeix
- Croisement RD 951 à La Souterraine
- Croisement RD 940 à Guéret
- Croisement RD 997 à Gouzon
- Croisement RD 943 à Domérat
- Passage de la RN 145 à l'A714 au croisement RD 2144 à Saint-Victor (près de Montluçon)

A714 :
- Entre Saint-Victor et Bizeneuille

A71 (tronc commun E62 / E11) :
- Début : échangeur n°10 (A714) à Bizeneuille
- Fin : échangeur n°11 (A79, RD 2371) à Montmarault

A79 :
- Montmarault
- Le Montet
- Croisement RD 2009 à Chemilly
- Croisement RN 7 à Toulon-sur-Allier
- Montbeugny
- Dompierre-sur-Besbre
- Molinet
- Digoin
- Passage de la A79 à la RN 79 à Digoin

RN 79 :
- Digoin
- Paray-le-Monial
- Echangeur RN 70 / E607 à Saint-Léger-les-Paray
- Charolles
- Sainte-Cécile
- Prissé
- Passage de la RN 79 à l'A406 au niveau de la sortie n°3 à Charnay-lès-Mâcon

A406 :
- Croisement A6 / E15 à Mâcon
- Croisement RD 906 à Varennes-lès-Mâcon
- Arrivée de l'A406 sur l'A40 à Saint-André-de-Bâgé

A40 (tronc commun E62 / E21) :
- Croisement A39 à Viriat (près de Bourg-en-Bresse)
- Croisement A42 / E611 à Druillat
- Croisement A404 à Saint-Martin-du-Fresne
- Bellegarde-sur-Valserine
- La E62 quitte l'A40 et bifurque sur l'A41 en direction de Genève à Saint-Julien-en-Genevois.

A41 (tronc commun E62 / E21 / E25) :
- Saint-Julien-en-Genevois
- Frontière entre la France et la Suisse

### En Suisse
- Frontière entre la France et la Suisse
- A1 : Genève - Nyon - Morges - Lausanne
- A9 : Lausanne - Vevey (A12) - Montreux - Martigny - Sion - Sierre
- Route principale 9 : Sierre - Brigue- Col du Simplon - Gondo

### En Italie
- S33 : Verbania
- A26 et A8 : Milan
- A7 : Gênes

## Galerie d’images

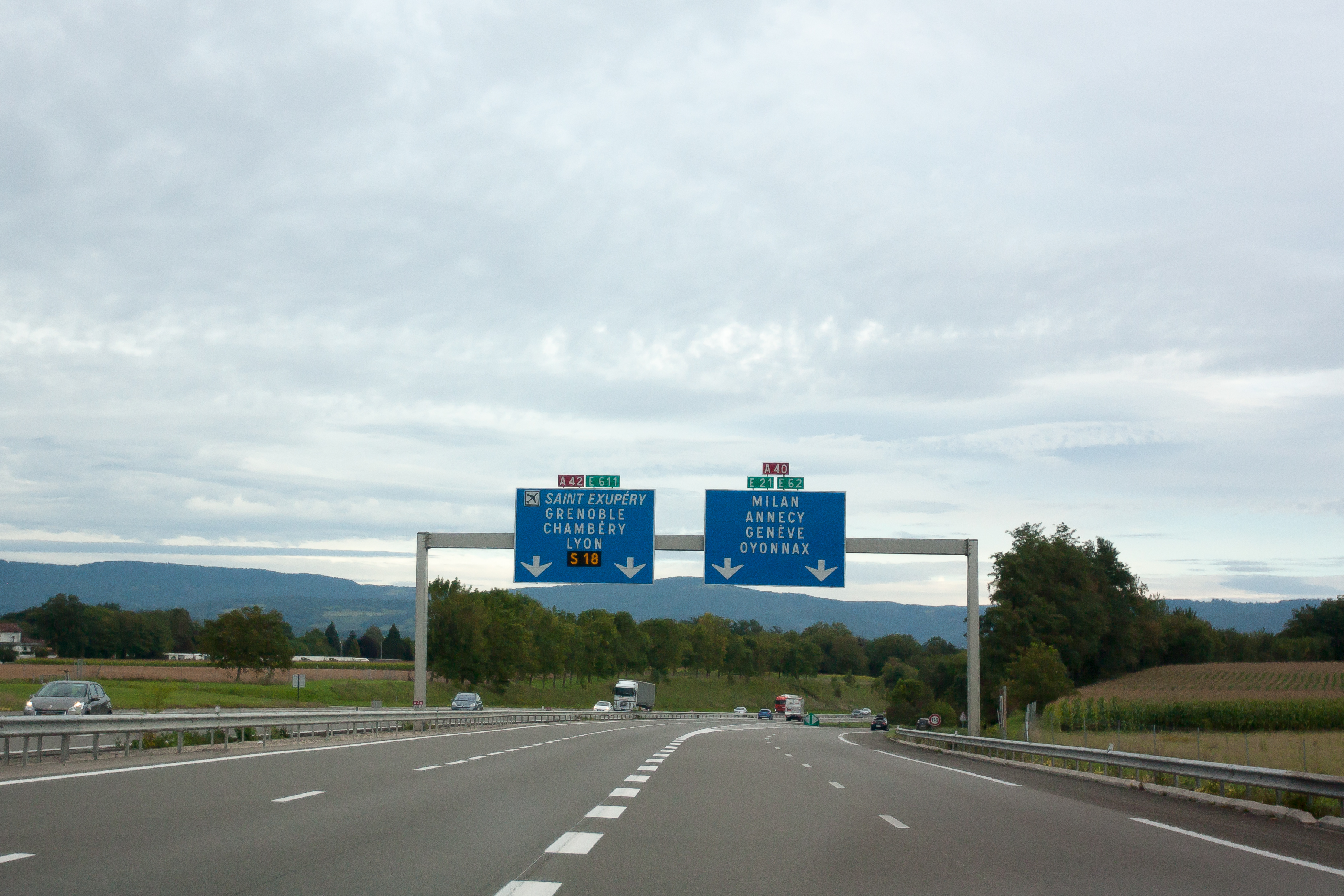
En France à Pont d'Ain, la E611 rejoint la E21 qui se confond avec la E62.
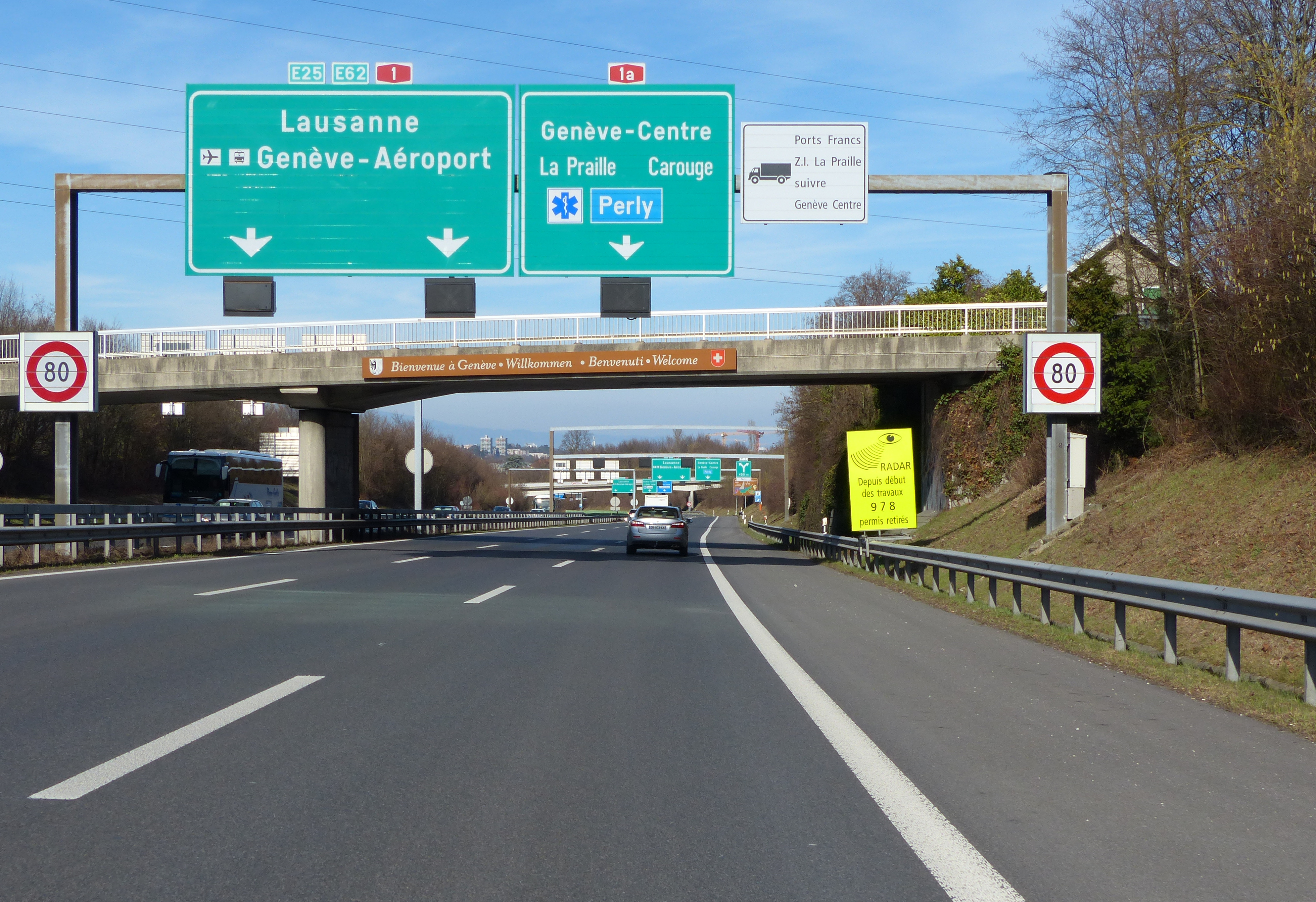
En Suisse, la E62 se confond avec la E25 entre Genève et Lausanne.
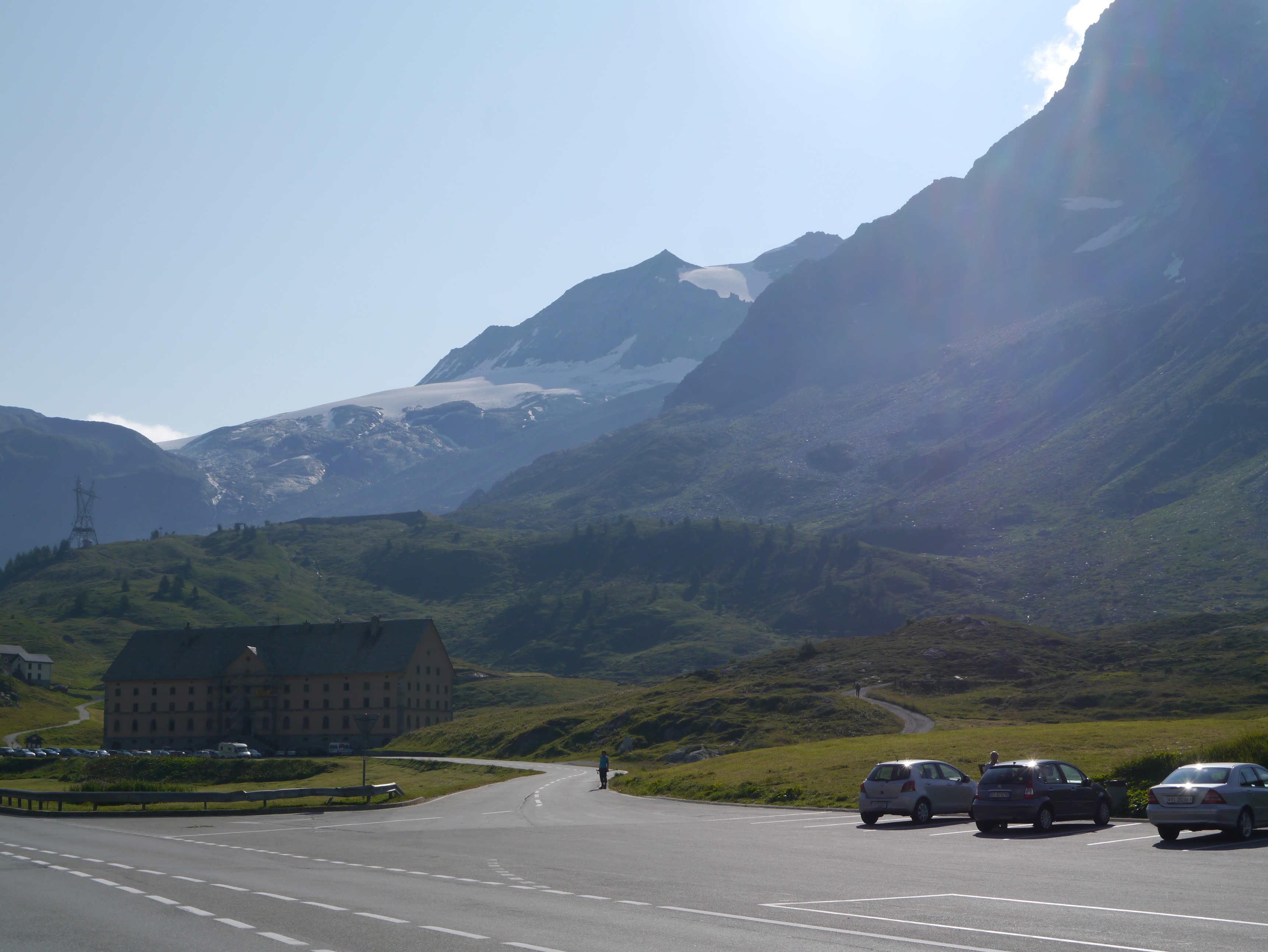
Le col du Simplon, point culminant de la E62 à 2005 mètres d'altitude.
En Italie, à la sortie de Gênes, direction Milan.